# Charles Roberts
Karl Kraushaar bedre kendt som Charles J. Roberts (25. juli 1867 i Košice, Slovakiet (dengang: Kassa, Ungarn) – 3. august 1957 i Albuquerque, New Mexico) var en ungarsk-amerikansk komponist, dirigent og fløjtenist.

## Biografi
Kraushaar, som komponist bedre kendt under pseudonymet Charles J. Roberts, blev i 1892 fløjtenist hos New York Philharmonic. Fra 1895 til 1910 virkede han som direktør for det kendte Hoffmann House i New York. Ham skrev talløse værker for symfoni- og harmoniorkester.